# Saint-Lon-les-Mines
Saint-Lon-les-Mines – miejscowość i gmina we Francji, w regionie Nowa Akwitania, w departamencie Landy.
Według danych na rok 1990 gminę zamieszkiwało 877 osób, a gęstość zaludnienia wynosiła 40 osób/km² (wśród 2290 gmin Akwitanii Saint-Lon-les-Mines plasuje się na 477. miejscu pod względem liczby ludności, natomiast pod względem powierzchni na miejscu 463.).